# Hayvi Bouzo
 (octobre 2019).
Pour les articles homonymes, voir Bouzo.
Hayvi Bouzo (arabe : هيفي بوظو) est une journaliste américano-syrienne et une présentatrice de télévision. Elle est l'actuelle chef du bureau de Orient News à Washington DC. Elle est surtout connue actuellement comme une animatrice de l'émission politique The Axis,,.

## Biographie
Bouzo commence sa carrière dans les médias en 2006 en Syrie. Après avoir suivi une formation chez Sham TV de 2007 à 2008, elle commence à travailler chez Orient TV. En 2012, elle devient correspondante pour Orient News à Washington D.C. Elle devient chef du bureau de Washington D.C. avec une émission d'actualités politiques intitulée The Axis. Dans ce programme, Bouzo s’entretient avec des fonctionnaires américains, des rédacteurs de nouvelles et des universitaires. Elle a interviewé de hauts responsables américains, notamment John Kerry, John McCain, Jack Keane, Pete Sessions, Brian Hook, Adam Kinzinger, Elliot Engel et Heather Nauert,,,,.
 Le 20 mars 2018, Hayvi mène une interview avec l'ambassadeur Danny Danon, ambassadeur d'Israël auprès des Nations unies. L'interview suscite une forte réaction et une couverture étendue au Moyen-Orient, recevant à la fois des réactions neutres et des critiques de la part des médias,.